# Barbara Urbańska-Miszczyk
Barbara Urbańska-Miszczyk (ur. w 1936 w Łucku na Wołyniu, zm. 13 lutego 2012 w Wiedniu) – polska artystka szklarz, projektantka szkła artystycznego oraz szkła użytkowego, malarka. Autorka około 70 wzorów patentowych, członkini American Glass Art Society .

## Życiorys
W 1962 r. ukończyła studia na Wydziale Szkła Państwowej Wyższej Szkoły Sztuk Plastycznych we Wrocławiu pod kierunkiem prof. Stanisława Dawskiego, uzyskując dyplom z wyróżnieniem . W tym samym roku rozpoczęła pracę w Hucie Szkła Gospodarczego „Hortensja” w Piotrkowie Trybunalskim, gdzie pracowała do 1984 r., kolejno na stanowiskach projektanta, kierownika ośrodka wzornictwa i głównego specjalisty do spraw wzornictwa . W 1971 r. w Łodzi odbyła się pierwsza wystawa indywidualna artystki. Sukces przyniosła jej wystawa w 1976 r., na której zaprezentowała swoje rzeźbiarskie formy unikatowe z zestawów Orionit i Chiromaszi. W 1978 r. odwiedziła Stany Zjednoczone na zaproszenie uniwersytetu w Filadelfii . Od 1984 r. uprawiała wolny zawód artysty szklarza.

## Twórczość
W twórczości w szkle Barbary Urbańskiej-Miszczyk można, jak pisał Stanisław Dawski, wyróżnić dwa okresy – pierwszy z nich ma charakter przemysłowy i jest związany z projektowaniem wyrobów dla huty szkła „Hortensja”; drugi obejmuje przestrzenne formy rzeźbiarskie o charakterze unikatowym  i wiąże się z nim wzrost aktywności artystki pod koniec lat 70. XX w.
W ramach pracy dyplomowej artystka przedstawiła wielofunkcyjny zestaw użytkowy do produkcji seryjnej, charakteryzujący się szlachetnością formy i powściągliwą kolorystyką . Swoje pierwsze prace artystka realizowała w „Hortensji” przy pomocy hutnika Stanisława Rorbacha . Jej twórczość z przełomu lat 60. i 70. XX w. cechował puryzm wrocławskiej szkoły szkła.
W późniejszym okresie nastąpiła metamorfoza twórczości artystki . Choć nie zrezygnowała ona z dekoracyjnych form użytkowych, zajęła się pozbawionymi charakteru użytkowego formami przestrzennymi, często przyjmującymi postać wieloelementowych kompozycji . Były one wykonywane w szkle bezbarwnym lub barwionym w masie, z wykorzystaniem technik formowania na gorąco. Realizowano je w „Hortensji”, a także w Hucie Szkła Gospodarczego „Odrodzenie” w Parczewie, Hucie Szkła Gospodarczego w Krośnie, Zakładzie Szkła Artystycznego w Polanicy-Zdroju . Ta gałąź twórczości artystki obejmuje dwa tematy – przyrodę oraz człowieka; każdą pracę można zakwalifikować do jednego z nich, choć w obu przypadkach pojawiają się prezentacje zarówno konkretnych, jak i abstrakcyjnych pojęć .
Prace artystki znajdują się w zbiorach Muzeum Narodowego we Wrocławiu, Muzeum Narodowego w Warszawie, Muzeum Karkonoskiego w Jeleniej Górze, Muzeum Okręgowego w Piotrkowie Trybunalskim, Muzeum Regionalnego w Radomsku, Muzeum w Sosnowcu, a także Muzeum Polskiego w Chicago, The Corning Museum of Glass w Corning oraz muzeum stanowego w Trenton .

## Nagrody[a]
- 1967 – III nagroda i wyróżnienie w Ogólnopolskim Konkursie Szkła
- 1972 – nagroda i list gratulacyjny Miejskiej Rady Narodowej – Wydziału Kultury w Piotrkowie Trybunalskim
- 1973 – Wzór Roku dla zestawu Kinga na Międzynarodowych Targach w Poznaniu
- 1974 – wyróżnienie na Ogólnopolskiej Wystawie Szkła w Katowicach
- 1976 – Nagroda Wydziału Kultury i Sztuki Urzędu Wojewódzkiego w Piotrkowie Trybunalskim
- 1977 – Dyplom Honorowy i nagroda Ministra Kultury i Sztuki
- 1978 – Odznaka „Zasłużony Działacz Kultury”
- 1978 – Odznaka „Za Zasługi dla Województwa Piotrkowskiego”
- 1978 – Odznaka Wojewódzkiego Frontu Jedności Narodu
- 1982 – nagroda i list gratulacyjny Wojewody Piotrkowskiego na wystawie Oddziału ZPAP w Piotrkowie Trybunalskim
- 1984 – Nagroda Urzędu Wojewódzkiego Wydziału Kultury i Sztuki w Piotrkowie Trybunalskim
- 1984 – „Złota Wieża Trybunalska” dla Piotrkowianina Roku, nagroda Towarzystwa Przyjaciół Piotrkowa

## Wystawy
Do 1985 r. artystka prezentowała swoje prace na 15 indywidualnych wystawach krajowych, 9 indywidualnych wystawach zagranicznych, w szczególności w Stanach Zjednoczonych (w Filadelfii, Nowym Jorku, Trenton i New Haven), 40 zbiorowych wystawach krajowych i 28 zbiorowych wystawach zagranicznych, a także w 7 wystawach międzynarodowych .

### Wystawy indywidualne[b]
- 1971 – Łódź
- 1971 – Piotrków Trybunalski
- 1976 – Łódź
- 1976 – Piotrków Trybunalski
- 1977 – Szczecin
- 1978 – Piotrków Trybunalski
- 1978 – Szczecin

### Wystawy zbiorowe[c]
- 1964 – Wystawa ogólnopolska tkaniny, ceramiki i szkła w Warszawie
- 1966 – Wzornictwo – społeczeństwu w Warszawie
- 1968 – 3-Bienalu Indruskijskiego Oblikovanja w Lublanie
- 1969 – Wzornictwo w Przemyśle Szklarskim i Ceramicznym w Warszawie
- 1976 – I Ogólnopolskie Triennale Szkła w Kłodzku
- 1974 – Ogólnopolska Wystawa Szkła Artystycznego i Użytkowego w Katowicach (wyróżnienie)
- 1977 – Ogólnopolska Wystawa Szkła Artystycznego i Użytkowego w Katowicach (złoty medal i I nagroda)
- 1979 – Ogólnopolska Wystawa Szkła Unikatowego i Przemysłowego w Katowicach